# Sedum rubens
Sedum rubens es una planta de la familia de las crasuláceas.

## Descripción
Sedum rubens es una pequeña planta herbácea caducifolia que durante gran parte del invierno y de la primavera crece en forma de pequeña roseta de hojas lineares, carnosas, de color verde claro o rosadas, al final de la estación puede adquirir coloraciones rojizas. Se trata de una planta de ciclo anual, por eso es muy fácil arrancarla de raíz. Cuando florece desarrolla unas pequeñas flores rosadas en la parte superior de la planta. Debido a que almacena agua en sus tejidos puede vivir durante mucho tiempo e incluso florecer sin estar enraizada. Puede coexistir con Sedum caespitosum, que es mucho más pequeña y con las hojas más redondeadas. Florece a finales de primavera.

## Distribución y hábitat
Tiene una distribución Mediterránea, donde se encuentra en los prados terofíticos, en zonas secas con muy poca tierra, a menudo sobre paredes secas. 

## Taxonomía
Sedum rubens fue descrita por Carlos Linneo y publicado en Species Plantarum 432. 1753.
Citología
Números cromosomáticos de Sedum rubens L.: 2n=42.
Etimología
Ver: Sedum
rubens: epíteto latino que significa "rojo"
Sinonimia
- Aithales rubens (L.) Webb & Berthel.
- Crassula rubens (L.) L.
- Procrassula mediterranea Jord. & Fourr.
- Procrassula pallidiflora Jord. & Fourr.
- Sedum ibicense Pau
- Sedum matrense Kit.
- Sedum steudelii Boiss.[6][4]